# Стримонци
Стримонци (струмски славяни, струмяни, струмци) са славянско племе от югоизточната група, обитавало от края на VII до към X век земите по долното и средното течение на река Струма.

## История
Според сведенията на византийския хронист Теофан Изповедник (IX в.) за похода на византийския император Юстиниан II срещу македонските славяни в 687 г. може да се приеме, че в разгрома му са взели участие и стримонците. Струмските славяни вероятно са били засегнати от похода през 759 г. на император Константин V Копроним, когато той (по сведения на същия хронист) опленил славините в Македония, а останалите покорил. През IX в., византийската реконкиста срещу славянските племена на Балканите навлиза в своя апогей и южните земи на стримонците са организирани в новата византийска тема Стримон Българската държава прави няколко неуспешни опита да покори стримонците при управлението на Телериг (768-77), Кардам (777-803) и Крум (803-814). Около 840 г., при експанзията на българите на югозапад, хан Пресиян (836-852) присъединява част от територията на стримонците към българската държава. Последното споменаване на стримонците в изворите е във връзка с обсадата на Солун от арабите през 904 г., в която племето участва като съюзник на арабския флот, начело с Лъв Триполит. През Х в., стримонците постепенно са асимилирани в рамките на българската славянска народност.